# ファビオ・ダニエル・モレイラ・バロス
ファベタ（Fabeta）こと、ファビオ・ダニエル・モレイラ・バロス（Fábio Daniel Moreira Barros 、1987年4月1日 - ）は、ポルトガル・ゴンドマール出身の元サッカー選手。現役時代のポジションは、ディフェンダー（センターバック）。